# Gordon Bolland
Gordon Edward Bolland (Boston, 12 agosto 1943) è un allenatore di calcio ed ex calciatore inglese, di ruolo attaccante.

## Carriera

### Giocatore
Nelle stagioni 1959-1960 e 1960 vince due edizioni consecutive della FA Youth Cup giocando nelle giovanili del Chelsea; tra i suoi compagni di squadra in quegli anni vi sono diversi futuri professionisti, tra cui Peter Bonetti, Ron Harris, Terry Venables e Bobby Tambling. Nella stagione 1961-1962 Bolland viene poi aggregato alla prima squadra del club londinese, militante nella prima divisione inglese: dopo 2 sole presenze, a fine stagione viene però svincolato dal club. Va quindi a giocare al Leyton Orient, con cui nell'arco di un biennio realizza 19 reti in 63 partite di campionato tra prima e seconda divisione (gioca infatti nell'unica stagione trascorsa in prima divisione dal club londinese fino a quel momento). Nell'estate del 1964 viene ceduto per 31500 sterline al Norwich City, club di seconda divisione, dove trascorre le successive quattro stagioni, nelle quali mette a segno complessivamente 29 reti in 105 partite di campionato. Tra la parte finale della stagione 1967-1968 e la parte iniziale della stagione 1968-1969 gioca invece in seconda divisione nel Charlton (11 presenze e 2 reti), trasferendosi infine al Millwall, dove rimane fino al termine della stagione 1974-1975, giocando sempre in seconda divisione e mettendo a segno ulteriori 62 reti in 244 partite in questa categoria. Nell'estate del 1975, dopo la retrocessione in terza divisione dei Lions, va a giocare ai semiprofessionisti del Boston Utd, club della sua città natale, con cui nel 1977 chiude la carriera dopo un biennio trascorso in Northern Premier League (che all'epoca era insieme alla Isthmian League ed alla Southern Football League una delle principali leghe inglesi al di fuori della Football League).

### Allenatore
Nella stagione 1976-1977 ha anche allenato il Boston United, di cui era contemporaneamente anche giocatore.

## Palmarès

### Giocatore

#### Competizioni nazionali
- Northern Premier League: 1

Boston United: 1976-1977
- Northern Premier League Challenge Cup: 1

Boston United: 1975-1976
- Northern Premier League Challenge Shield: 1

Boston United: 1976-1977

#### Competizioni regionali
- Lincolnshire Senior Cup: 1

Boston United: 1976-1977

#### Competizioni giovanili
- FA Youth Cup: 2

Chelsea: 1959-1960, 1960-1961